# Ptiloglossa tenuimarginata
Ptiloglossa tenuimarginata is een vliesvleugelig insect uit de familie Colletidae. De wetenschappelijke naam van de soort is voor het eerst geldig gepubliceerd in 1879 door Smith.